# أصحاب الوجوه
أصحاب الوجوه في الفقه هم الأصحاب الذين يقومون بعملية التخريج في المذهب، والتخريج له صورتان.
الأولى أن يرد نصان مختلفان عن صاحب المذهب في صورتين متشابهتين، ولم يظهر بينهما ما يصلح فارقا، فينقل الأصحاب جوابه في كل صورة إلى الأخرى، فيحصل في كل صورة منهما قولان: منصوص، ومخرج، المنصوص في هذه المخرج في تلك، والمنصوص في تلك هو المخرج في هذه، فيقال فيهما قولان بالنقل والتخريج. والغالب في مثل هذا عدم إطباق الأصحاب على التخريج، بل منهم من يخرج، ومنهم من يبدي فرقا بين الصورتين.
الثانية أن تجدّ مسألة للأصحاب لم يكن للإمام فيها حكم، فينظر الأصحاب في مسألة شبيهة بها، ويسووا بينهما في الحكم.